# Keio Challenger 2014
Il Keio Challenger 2014 è stato un torneo di tennis facente parte della categoria ATP Challenger Tour nell'ambito dell'ATP Challenger Tour 2014. È stata la 10ª edizione del torneo che si è giocato a Yokohama in Giappone dal 10 al 16 novembre 2014 su campi in cemento e aveva un montepremi di $50,000+H.

## Partecipanti singolare

### Teste di serie
| Nazionalità | Giocatore             | Ranking* | Testa di serie |
| ----------- | --------------------- | -------- | -------------- |
| Giappone    | Tatsuma Itō           | 103      | 1              |
| Giappone    | Gō Soeda              | 117      | 2              |
| Stati Uniti | Bradley Klahn         | 120      | 3              |
| Russia      | Alexander Kudryavtsev | 121      | 4              |
| Giappone    | Yūichi Sugita         | 124      | 5              |
| Giappone    | Hiroki Moriya         | 146      | 6              |
| Giappone    | Yoshihito Nishioka    | 164      | 7              |
| Giappone    | Chung Hyeon           | 183      | 8              |

- Ranking al 3 novembre 2014.

### Altri partecipanti
Giocatori che hanno ricevuto una wild card:
- Masato Shiga
- Manato Tanimoto
- Kaichi Uchida
- Kaito Uesugi

Giocatori che sono passati dalle qualificazioni:
- Kim Young-seok
- Nam Ji-sung
- Shuichi Sekiguchi
- Takao Suzuki

Giocatori che hanno ricevuto un entry con un lucky loser:
- Kim Cheong-eui

Giocatori che hanno ricevuto un entry con un protected ranking:
- Greg Jones

## Vincitori

### Singolare
John Millman ha battuto in finale  Kyle Edmund con il punteggio di 2–6, 7–6(3), 6–3.

### Doppio
Bradley Klahn /  Matt Reid hanno battuto in finale  Marcus Daniell /  Artem Sitak con il punteggio di 4–6, 6–4, [10–7].